# Одесское газовое месторождение
Оде́сское га́зовое месторожде́ние (укр. Одеське газове родовище) — газоконденсатное месторождение, расположенное на шельфе Чёрного моря. Относится к Причерноморско-Крымской нефтегазоносной области. Ближайшие населённые пункты — Одесса (130 км), Черноморское (150 км).
Доказанные запасы 21 млрд м³ газа без учёта сложности извлечения. До декабря 2015 года являлось основным источником газа для Крыма С учетом быстрого истощения легкодобываемой части газа от собственного потребления Крыма (около 2 млрд м³ в год), которое должно примерно удвоиться со строительством новой тепловой и электрической генерации, месторождение в обозримое время должно быть истощено в части экономически целесообразной добычи и Крым перейдёт с потребления газа с Одесского месторождения на газ, поступающий из газопровода Краснодарский край — Крым.

## История
Месторождение разведано в СССР во второй половине 1980-х годов. После распада СССР территория месторождения вошла в исключительную экономическую зону Украины.
В 2007 году «Черноморнефтегаз» начал подготовку к промышленному освоению. В 2012 году по уложенному подводному трубопроводу добытый газ начал поступать в Крым. Бурение на месторождении осуществляла одна из буровых вышек, известных как «вышки Бойко». Темп добычи составил около 1 млрд кубометров газа в год.
В марте 2014 года, во время российской интервенции в Крым, подразделениями Вооруженных сил Российской Федерации были захвачены украинские буровые вышки (известные как «вышки Бойко»), принадлежавшие «Черноморнефтегазу». Вышки в то время находились в территориальных водах Украины на Одесском газовом месторождении.
В 2014 году после аннексии Крыма Россия продолжила отбор газа из месторождений, контролируемых Черноморнефтегазом. В 2016 году Украина инициировала арбитражное производство в Гааге против России, где, среди прочего, рассматривался вопрос контроля месторождений и незаконной добычи газа. В связи с неблагоприятным развитием арбитража в феврале 2018 года МИД РФ рекомендовал прекратить отбор газа из Одесского месторождения. «Черноморнефтегаз» планирует прекратить добычу к 1 июля 2018 года. Однако, по некоторым данным в сентябре 2018 года добыча газа все еще продолжалась. Месторождение находится ближе к украинскому побережью, чем к Крыму, но попадает в исключительную экономическую зону и Крыма и Украины. В таких спорных случаях границу исключительной экономической зоны проводят по срединной линии. В этом случае месторождение останется в ведении Украины.

## Характеристика
В тектоническом плане месторождение приурочено к западной центрклинале Каркинитско-Северо-Крымского прогиба. Одесская структура подготовлена к глубокому бурению в палеогеновых и эоценовых отложениях сейсмическими исследованиями МСХТ в 1986 г. В 1987 г. тут с СПБУ Таврида пробурена разведывательная скважина № 1, в которой при исследованиях эоценовых песков (интервал 628—641 м) получен прилив газа 56700 м³/сутки на 10 мм штуцере, при буферном давлении 4,2 и затрубном — 4,5 МПа. В скважине № 2 с верхнепалоценовых песчаников (интервал 1408—1436 м) получен прилив газа 83500 м³/сутки на 12 мм штуцера при буферном давлении 5 и затрубном — 5,3 МПа. В скважине № 4 с нижнепалоценовых известняков (интервал 1570—1594 м) получен прилив через диафрагму диаметром 16 м газа 362 000 м³/сутки при буферном давлении 10 и затрубном — 13 МПа. Месторождение принято на госбаланс в 1988 г.
В геологическом строении Одесское месторождение представлено терригенными и карбонатными породами мела, палеогена и неогена. По материалам разведывательного бурения и сейсморазведки одесское поднятие по эоценовому продуктивному горизонту является антиклиналью северо-восточного протягивания с размерами 11х8 км по изогипсе минус 880 м и амплитудой ок. 200 м. Северо-восточное крыло структуры сложено тектоническими нарушениями типа сброса с амплитудой 50 м. Есть два склепения: северо-восточное и северо-западное.
Продуктивные горизонты Е-1 и ВП представлены мелкозернистыми песчаниками. Пласт НП сложен пелитоморфными песчанистыми и трещинистыми известняками. Коллекторы поровые в первом случае и трещиннопоровые — во втором. Залежи газа пластовые склепенчастые тектонично экранованые. Их режим водонапорный. Месторождение завершено разведкой и до конца 2007 г. находилось в законсервированном состоянии.

## Современное состояние
Эксплуатируется «Черноморнефтегазом». В декабре 2015 года буровые установки были перебазированы в подконтрольные России крымские воды. В район месторождения вышел корабль ФСБ России.
20 июня, в ходе вторжения России в Украину, Украина нанесла ракетный удар по буровым платформам в Черном море, захваченным РФ в 2014 году в ходе российской интервенции в Крым. Удар вызвал крупный пожар, три человека получили ранения, семеро числились пропавшими без вести. Были повреждены три платформы, в том числе и платформа «Таврида», платформа БК-1 сгорела полностью. Семь человек пропали без вести. 26 июня вновь была обстреляна плавучая буровая установка «Таврида». Снаряд попал в вертолётную площадку, оставив дыру диаметром почти пять метров.